# 倫敦電車
倫敦電車（英語：London Trams），前稱電車連線，是一個位於倫敦南部、以克羅伊登區為中心的有軌電車系統。
該系統於2000年啟用，是倫敦自1952年淘汰所有電車後重新引入有軌電車。現時它由倫敦交通局屬下的倫敦輕軌電車公司負責管理及日常營運，設有四條營運路線。

## 歷史
現在的輕軌電車系統源起於1986年的一項研究報告。當時的研究發現克羅伊登區中心地區的路面交通迅速增長，亟需採取措施紓緩擁擠情況。同一時候，區內有一些如新阿丁頓的新發展區公共交通配套不足。克羅伊登區的議會與當時的倫敦地區運輸局（London Regional Transport，現在的倫敦交通局前身）合作，推出一個在克羅伊登區設立電車系統的計劃，並於1994年獲國會審議通過。1996年，一所名為輕軌電車克羅伊登有限公司（Tramlink Croydon Ltd.）的機構贏得為期99年的合約，負責建造和營運新的電車系統。
輕軌電車系統的建造工程由1997年開始，歷時約三年。為節省建造成本，很多路段皆以廢棄的重型鐵路路線為基礎。最少有以下三條鐵路被改建為輕軌電車的一部份：
- 西克羅伊登至溫布頓線（英语：West Croydon to Wimbledon Line）：這條鐵路於1855年啟用，它本身重用了歷史更為悠久的素里鐵路（英语：Surrey Iron Railway）[註⁠ 4]，並一直開放至1997年，然後改建成電車路軌，成為輕軌電車在克羅伊登市中心以西的主要構成部份[參⁠ 6]。
- 伍德賽德與南克羅伊登聯合鐵路（英语：Woodside and South Croydon Joint Railway）：該鐵路於1885啟用，由希斯支線（英语：Hayes Line）的埃爾默斯恩德站（英语：Elmers End station）向南分支，經過克羅伊登東部後連接奧斯德支線（英语：Oxted line）。該鐵路的大部份路段在1983年被關閉，但最接近埃爾默斯恩德站的一段則與西克羅伊登至溫布頓線一樣，維持服務至1997年。電車連線的東面部份（主要是往埃爾默斯恩德站的支線）大致沿此鐵路的路線興建[參⁠ 7][參⁠ 8]。
- 水晶宮線（英语：Crystal Palace Line）：電車連線在伯克貝克站（英语：Birkbeck station）及碧根林交匯站（英语：Beckenham Junction station）之間使用了此鐵路的其中一條路軌。這條鐵路線在1980年代之前是雙線，其後改為單線。在興建電車連線時，單線的重鐵被拉直，另一半路基則被用作承載電車軌道[參⁠ 9]。

輕軌電車於2000年5月通車。首先在5月10日啟用的路段是由克羅伊登市中心往新阿丁頓的支線，然後往碧根林交匯站的支線於5月23日通車，最後往溫布頓和埃爾默斯恩德的支線則於5月31日通車。系統提供三條營運路線：最初由埃爾默斯恩德支線的電車直通溫布頓站，其他兩條支線的電車則在克羅伊登市中心調頭。2006年起，改為由新阿丁頓支線的列車直通溫布頓站。
根據1996年的合約，輕軌電車克羅伊登有限公司可以保留營運收入，而倫敦地區運輸局（以及後來的倫敦交通局）需要為其後任何票價變更向公司作出補償。於2006／2007年度，倫敦交通局為此向營運公司支付了四百萬英鎊。為了減免該項支出，以及更有效地營運電車系統，倫敦交通局在2008年以九千八百萬英鎊收購了電車連線克羅伊登有限公司。

## 現況

### 基建

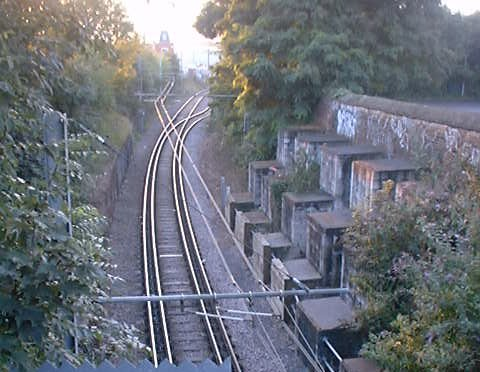
位於米傑姆電車站附近的交錯軌道

電車路線西起溫布頓站，經米傑姆到達克羅伊登市中心。該段電車路線原本是單線鐵路，於1997年關閉並改建成電車線。改建後的電車路段大部份為雙線，但亦有路段因空間不足，需維持單線或設置交錯軌道。
由於克羅伊登市中心路面較狹窄，電車系統需以單線迴環圍繞市中心。迴環線的另一端在東克羅伊登站前。在該站以東的電車路線為雙線，及後分為三條支線：
- 南支線前往新阿丁頓（英语：New Addington tram stop），途經勞埃德公園（英语：Lloyd Park tram stop）及阿丁頓（英语：Addington, London）。
- 北支線前往國鐵的希斯線（英语：Hayes Line）的埃爾默斯恩德站（英语：Elmers End station）。該支線大致跟隨1983年關閉的伍德賽德與南克羅伊登聯合鐵路（英语：Woodside and South Croydon Joint Railway）的原有路線[參⁠ 7][參⁠ 8]。
- 在埃爾默斯恩德站前，另有一條較長的分支線通往碧根林交匯站（英语：Beckenham Junction station）。由伯克貝克站（英语：Birkbeck station）開始，電車線沿着原本為雙線的重鐵的其中一條路軌行走[參⁠ 9]，部份地點加建交會設施。

### 車站
| 線路  | 線路 | 線路 | 車站名稱     | 所在區域 | 收費區 | 電車連線 開始服務日期 | 備註 |
| ----- | ---- | ---- | ------------ | -------- | ------ | --------------------- | --- |
|       |      |      | 溫布頓       | 默頓     | 3      | 2000年5月30日         | - 轉乘西南主線 - 轉乘倫敦地鐵區域線                                                                        |
|       |      |      | 鄧唐納德路   | 默頓     | 3 ─ 6  | 2000年5月30日         | |
|       |      |      | 默頓公園     | 默頓     | 3 ─ 6  | 2000年5月30日         | - 原本為重鐵車站                                                                                           |
|       |      |      | 摩頓路       | 默頓     | 3 ─ 6  | 2000年5月30日         | - 原本為重鐵車站 - 位於倫敦地鐵北線的南溫布頓與摩頓站之間 - 電車路在車站以東為單線                         |
|       |      |      | 菲普斯橋     | 默頓     | 3 ─ 6  | 2000年5月30日         | - 電車路在車站以西為單線                                                                                   |
|       |      |      | 貝爾格雷夫徑 | 默頓     | 3 ─ 6  | 2000年5月30日         | |
|       |      |      | 米傑姆       | 默頓     | 3 ─ 6  | 2000年5月30日         | - 原本為重鐵車站 - 電車會讓站 - 兩條電車軌道在車站以西因空間不足而交錯並行 - 電車路在車站以東為單線        |
|       |      |      | 米傑姆交匯   | 默頓     | 4      | 2000年5月30日         | - 轉乘泰晤士連線及薩頓與茂爾谷線 - 電車會讓站 - 電車路在車站以東經天橋橫越重鐵軌道                         |
|       |      |      | 貝丁頓徑     | 薩頓     | 3 ─ 6  | 2000年5月30日         | - 原本為重鐵車站 - 電車路在車站以西為單線                                                                  |
|       |      |      | 治療徑       | 薩頓     | 3 ─ 6  | 2000年5月30日         | - 電車連線的車廠及控制中心位於此站之西                                                                     |
|       |      |      | 安培路       | 克羅伊登 | 3 ─ 6  | 2000年5月30日         | - 曾加上 IKEA 前綴以宣傳位於此站附近的宜家分店                                                             |
|       |      |      | 屈頓沼澤     | 克羅伊登 | 3 ─ 6  | 2000年5月30日         | - 站址以北100米曾有同名重鐵車站                                                                            |
|       |      |      | 雲鐸公園     | 克羅伊登 | 3 ─ 6  | 2000年5月30日         | - 電車路在此站以東為單線，並以天橋橫跨薩頓及茂爾谷線                                                       |
|       |      |      | 李夫斯角     | 克羅伊登 | 3 ─ 6  | 2000年5月30日         | - 本站僅供東行電車使用 - 環繞克羅伊登市中心的單線迴環位於本站以東                                          |
|       |      |      | 中央購物中心 | 克羅伊登 | 3 ─ 6  | 2005年12月10日        | - 本站僅供東行電車使用 - 車站名稱來自克羅伊登市的 Centrale 購物中心                                        |
|       |      |      | 中央購物中心 | 克羅伊登 | 3 ─ 6  | 2005年12月10日        | - 本站僅供東行電車使用 - 車站名稱來自克羅伊登市的 Centrale 購物中心                                        |
|       |      |      | 教堂街       | 克羅伊登 | 3 ─ 6  | 2000年5月10日         | - 本站僅供西行電車使用 - 部份電車停靠此站後直接轉往中央購物中心站，成為東行電車                            |
|       |      |      | 西克羅伊登   | 克羅伊登 | 5      | 2000年5月10日         | - 本站僅供東行電車使用 - 轉乘倫敦地上鐵東倫敦線及國鐵薩頓及茂爾谷線                                        |
|       |      |      | 佐治街       | 克羅伊登 | 3 ─ 6  | 2000年5月10日         | - 本站僅供西行電車使用                                                                                     |
|       |      |      | 衛斯理路     | 克羅伊登 | 3 ─ 6  | 2000年5月10日         | - 本站僅供東行電車使用                                                                                     |
|       |      |      | 東克羅伊登   | 克羅伊登 | 5      | 2000年5月10日         | - 三軌三月台車站，是系統內最大的電車站 - 轉乘泰晤士連線及布萊頓主線                                        |
|       |      |      | 東克羅伊登   | 克羅伊登 | 5      | 2000年5月10日         | - 三軌三月台車站，是系統內最大的電車站 - 轉乘泰晤士連線及布萊頓主線                                        |
|       |      |      | 黎巴嫩路     | 克羅伊登 | 3 ─ 6  | 2000年5月10日         | - 車站在街道上，兩個月台並非完全並排                                                                       |
|       |      |      | 新德倫       | 克羅伊登 | 3 ─ 6  | 2000年5月10日         | - 電車系統在此站以東分支                                                                                   |
|       |      |      | 萊德公園     | 克羅伊登 | 5      | 2000年5月10日         | |
|       |      |      | 萊德公園     | 克羅伊登 | 5      | 2000年5月10日         | |
|       |      |      | 庫姆徑       | 克羅伊登 | 3 ─ 6  | 2000年5月10日         | |
|       |      |      | 礫石山       | 克羅伊登 | 3 ─ 6  | 2000年5月10日         | |
|       |      |      | 阿丁頓村     | 克羅伊登 | 3 ─ 6  | 2000年5月10日         | |
|       |      |      | 菲德威爾     | 克羅伊登 | 3 ─ 6  | 2000年5月10日         | |
|       |      |      | 國王亨利路   | 克羅伊登 | 3 ─ 6  | 2000年5月10日         | |
|       |      |      | 新阿丁頓     | 克羅伊登 | 3 ─ 6  | 2000年5月10日         | - 新阿丁頓支線總站（電車往返溫布頓）                                                                       |
|       |      |      | 阿迪斯金     | 克羅伊登 | 3 ─ 6  | 2000年5月23日         | - 本站位於已廢止的國鐵兵咸路站（Bingham Road）附近 - 已廢止的國鐵阿迪斯金站在另一條支線上，距離此站約500米 |
|       |      |      | 黑馬徑       | 克羅伊登 | 3 ─ 6  | 2000年5月23日         | - 本站位於已廢止的國鐵路線的分支點上                                                                       |
|       |      |      | 伍德賽德     | 克羅伊登 | 3 ─ 6  | 2000年5月23日         | - 原本為重鐵車站                                                                                           |
|       |      |      | 運動場       | 克羅伊登 | 3 ─ 6  | 2000年5月23日         | - 鄰近克羅伊登運動場 - 電車系統於本站以東再分為兩條支線                                                    |
|       |      |      | 埃爾默斯恩德 | 布羅姆利 | 4      | 2000年5月30日         | - 埃爾默斯恩德支線總站（電車往返克羅伊登市中心） - 轉乘希斯支線                                            |
|       |      |      | 埃爾默斯恩德 | 布羅姆利 | 4      | 2000年5月30日         | - 埃爾默斯恩德支線總站（電車往返克羅伊登市中心） - 轉乘希斯支線                                            |
|       |      |      | 夏靈頓路     | 克羅伊登 | 3 ─ 6  | 2000年5月23日         | - 計劃中的水晶宮支線由此站以北分支                                                                         |
|       |      |      | 伯克貝克     | 布羅姆利 | 4      | 2000年5月23日         | - 轉乘國鐵水晶宮線 - 由此站開始電車路為單線，並與國鐵水晶宮線平行                                          |
|       |      |      | 大道路       | 布羅姆利 | 3 ─ 6  | 2000年5月23日         | - 電車會讓站                                                                                               |
|       |      |      | 碧根林路     | 布羅姆利 | 3 ─ 6  | 2000年5月23日         | - 此站以東設有電車會讓線                                                                                   |
|       |      |      | 碧根林交匯   | 布羅姆利 | 4      | 2000年5月23日         | - 碧根林支線總站（電車往返克羅伊登市中心） - 電車總站設島式月台 - 轉乘東南主線                             |
| 论 编 |      |      |              |          |        |                       | |

### 服務路線
輕軌電車現時提供四條路線服務：
| 編號 | 起訖點                    | 備註                |
| ---- | ------------------------- | ------------------- |
| 1    | 埃爾默斯恩德 ─ 西克羅伊登 | 循環線              |
| 2    | 碧根林交匯 ─ 西克羅伊登   | 循環線              |
| 3    | 新阿丁頓 ─ 溫布頓         |                     |
| 4    | 埃爾默斯恩德 ─ 治療徑     | 2012年6月25日起開設 |

各路線約每 7 至 15 分鐘開出一班，其中往返溫布頓的 3 號線的班次較其他路線頻密。

### 收費

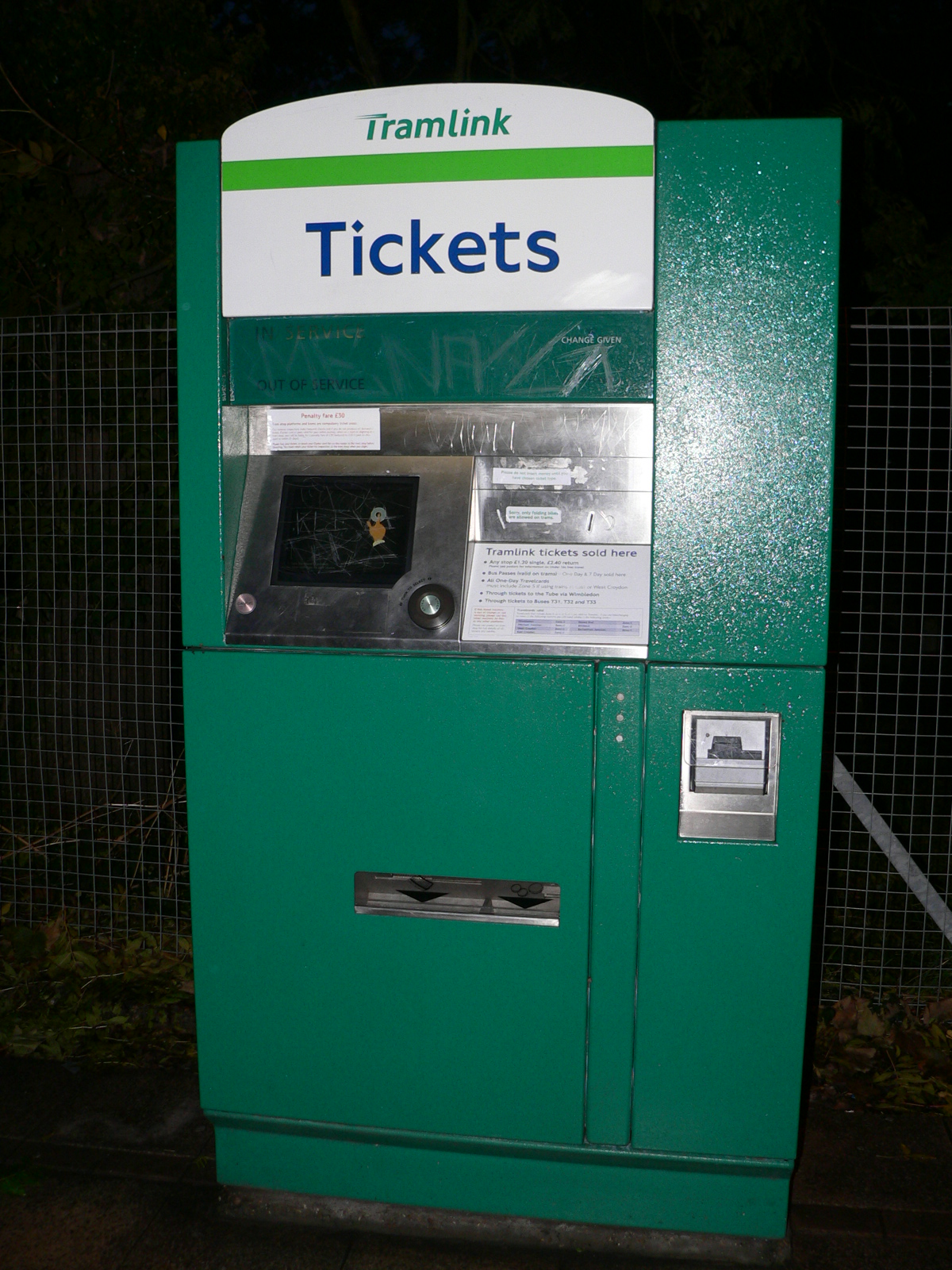
輕軌電車售票機

輕軌電車支援以下收費方式：
- 單程票費用劃一為 £2.30。
- 所有倫敦巴士通行票（Bus Pass）（包括7天通行票、月票和年票）皆可用來乘搭電車。
- 於 3, 4, 5, 6 任何一區有效的旅行卡（Travelcard）皆可用來乘搭電車。
- 使用牡蠣卡者，每單程車費為 £1.35（成人）/ £0.65（特惠）。轉乘另一部電車或專為電車而設的接駁巴士毋需另付車資。乘搭電車的乘客僅需在首次登車前拍卡。除前往溫布頓站外，乘客下車後毋需拍卡。

所有電車車費皆通行於整個系統：中途如需轉乘另一部電車或專為電車而設的接駁巴士，毋需另付車資。

### 車隊
現時輕軌電車有 30 輛電車提供服務。
輕軌電車開通時，購入了 24 輛由龐巴迪運輸生產的 CR4000 電車。該批電車屬於特低地台的Flexity Swift系列，每輛電車有 2 節車廂。電車編號由 2530 開始，以示這些電車繼承過往的倫敦電車系統（上一代電車系統的最後一輛電車編號為 2529）。電車車身原本為紅、白色，2008年進行翻新後轉為亮綠、藍、白色。
為配合增長的乘客量，當局於2000年代後期開始考慮增購電車。2009年曾有消息指四輛原本由愛丁堡購入的電車會轉往電車連線行走。其後倫敦交通局於2011年初公開招標，希望在當年夏季購入或借用十輛電車，以增強治療徑至埃爾默斯恩德站之間的服務。

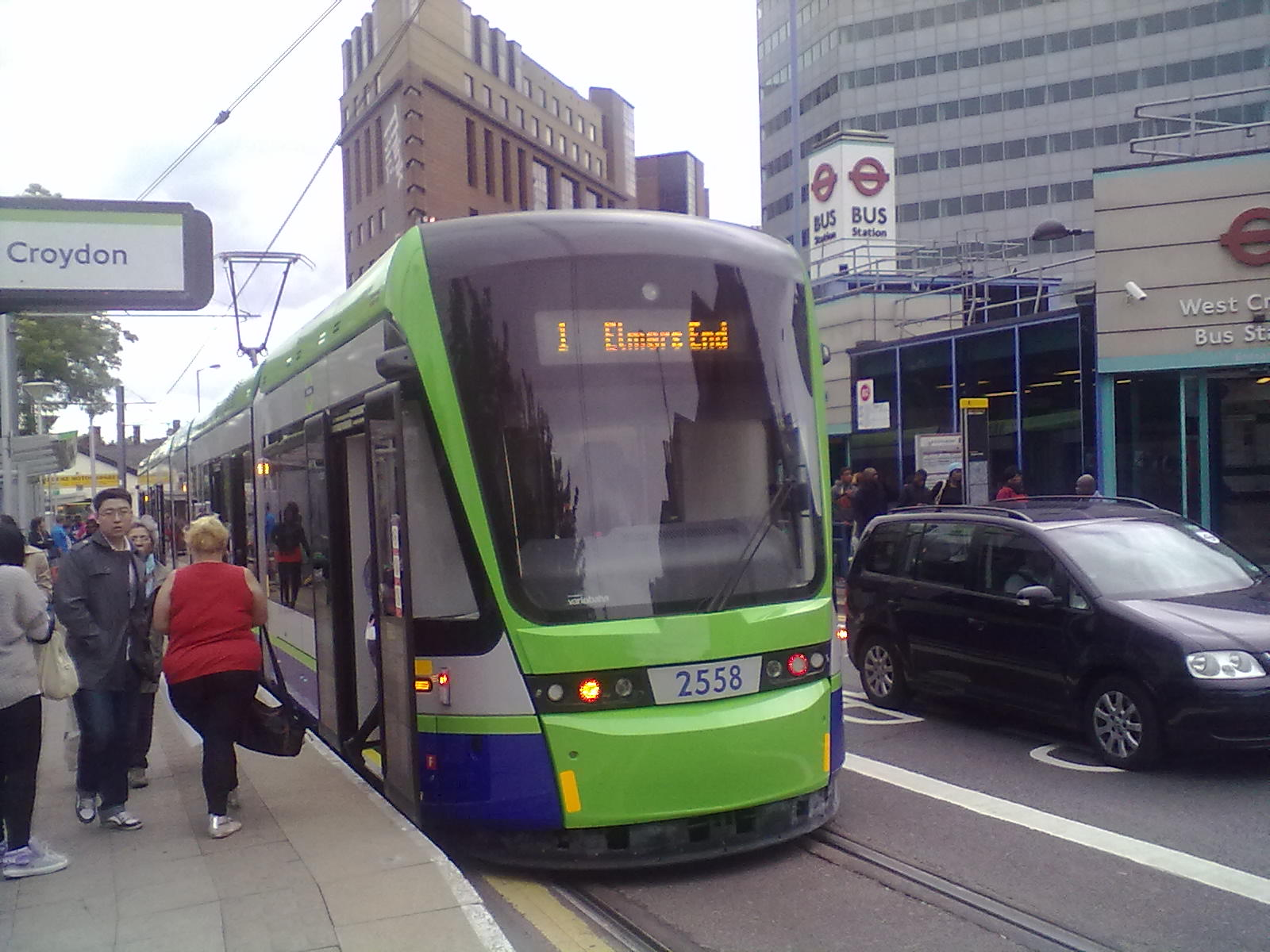
Variobahn 電車於西克羅伊登站

2011年8月，當局宣佈由瑞士施泰德鐵路取得新電車的合約。新電車為數六輛，屬於Variobahn型號，五節編組。它們於2012年起投入服務。

## 延伸計劃
自通車以來，擴展輕軌電車路網一直是有關地區人士的討論焦點。以下列舉四項較受重視的延伸計劃 ：
- 由溫布頓站向南經摩頓站（轉乘倫敦地鐵北線）到達薩頓
- 自米傑姆站向南、北分別延伸至薩頓及國鐵圖亭站（英语：Tooting railway station）。其中北延段途經倫敦地鐵北線的圖亭大道站
- 由克羅伊登市中心的環線分別向南、北延伸。南延線往普爾雷，北延線往斯切咸
- 從夏靈頓路站向西延伸，沿國鐵水晶宮線前往國鐵水晶宮站

倫敦當局曾就往水晶宮的延伸線進行研究，但至今仍因資金問題而未有任何實質進展。

## 註解
1. ↑  該系統最初開通時稱為克羅伊登輕軌電車（Croydon Tramlink），現時一些非官方的資料仍以此名稱之。[參⁠ 2]
2. ↑  比電車連線早13年通車的碼頭區輕軌鐵路由於大致以專用軌道組成，故本條目未有將其納入有軌電車之列。另外，倫敦交通局將碼頭區輕軌和輕軌電車納入不同的收費系統。
3. ↑  該公司由以下公司持有[參⁠ 5]：
  - 第一集團旗下的中西巴士公司（CentreWest Buses）：負責電車系統的日常營運。
  - 龐巴迪運輸歐洲鐵路部：負責建造行走新系統的電車。
  - 蘇格蘭皇家銀行及3i集團：提供建造系統的資金。
  - 羅拔‧麥阿爾帕克爵士集團（Sir Robert McAlpine）及阿美爾建築公司（Amey Construction Ltd）：電車系統的承建商。
4. ↑  素里鐵路是英國第一條獲國會批准興建的公共鐵路，於1803年啟用，通行以馬匹拉動的列車，至1846年關閉。
5. ↑   註:

## 外部連結
- 倫敦交通局的相關介紹頁 （英文）
- 輕軌電車非官方介紹網站 （页面存档备份，存于） （英文）